# Louisa Greville
Louisa Augusta Greville (1743 - c. 1779) est une graveuse britannique.

## Biographie
Louisa Greville est née à Londres en 1743. Elle est la fille d'Elizabeth Greville, comtesse de Warwick, et de Francis Greville (1er comte de Warwick). En 1770, elle épouse William Churchill. Elle produit des gravures d'après des œuvres d'Annibale Carracci, Salvator Rosa, Marco Ricci, entre autres. Elle a reçu des prix pour ses gravures par la Royal Society of Arts en 1758, 1759 et 1760. 

## Collections notables
- Paysage avec une chaise berline en chevaux, 1759, Auckland Art Gallery[3].

Œuvres de Louisa Greville au British Museum
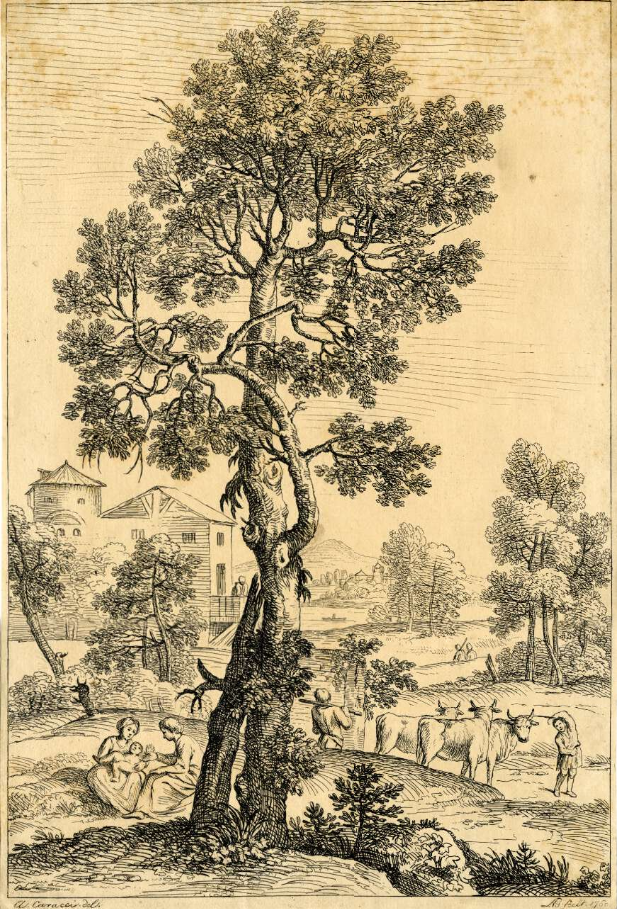
Landscape with a large tree, d'après Annibale Carracci (eau-forte, 1760, British Museum).
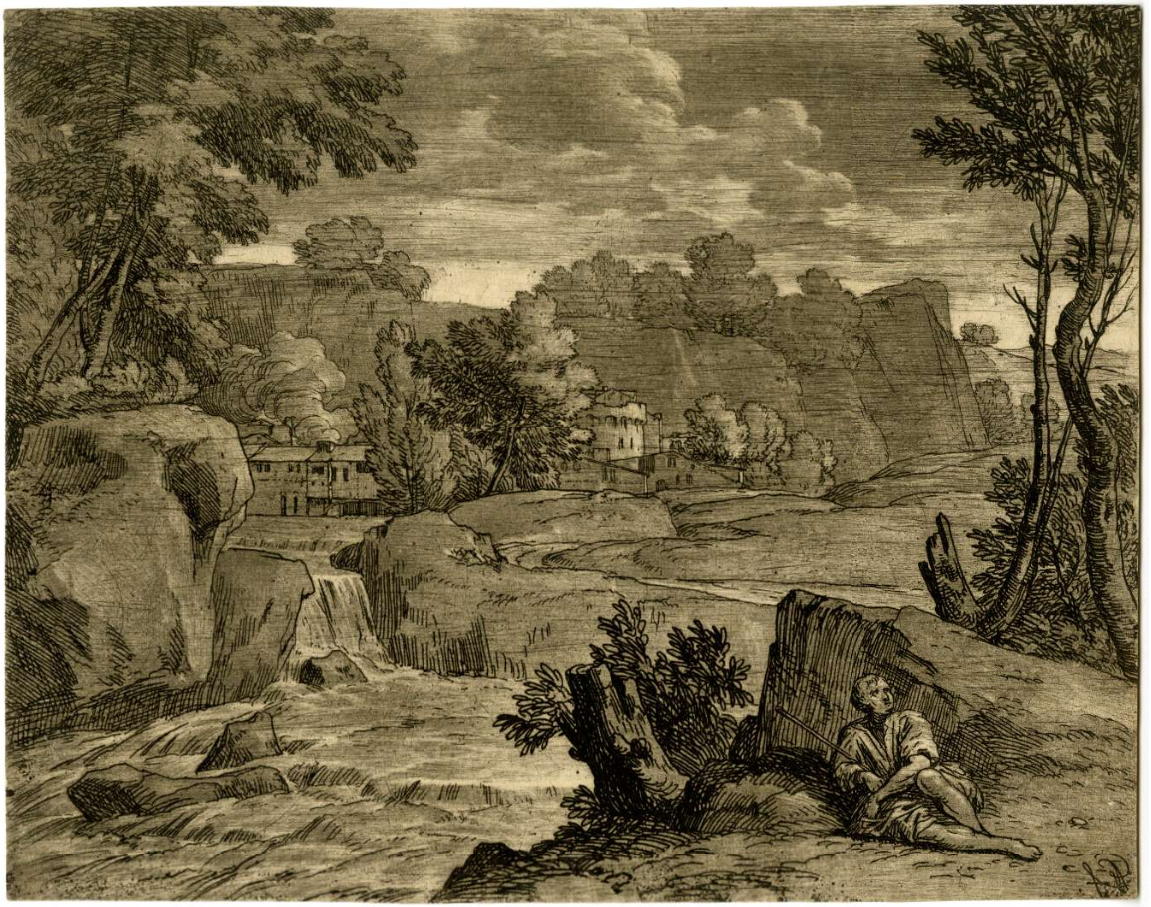
Landscape with a man (eau-forte et manière noire, c. 1757-1770, British Museum).
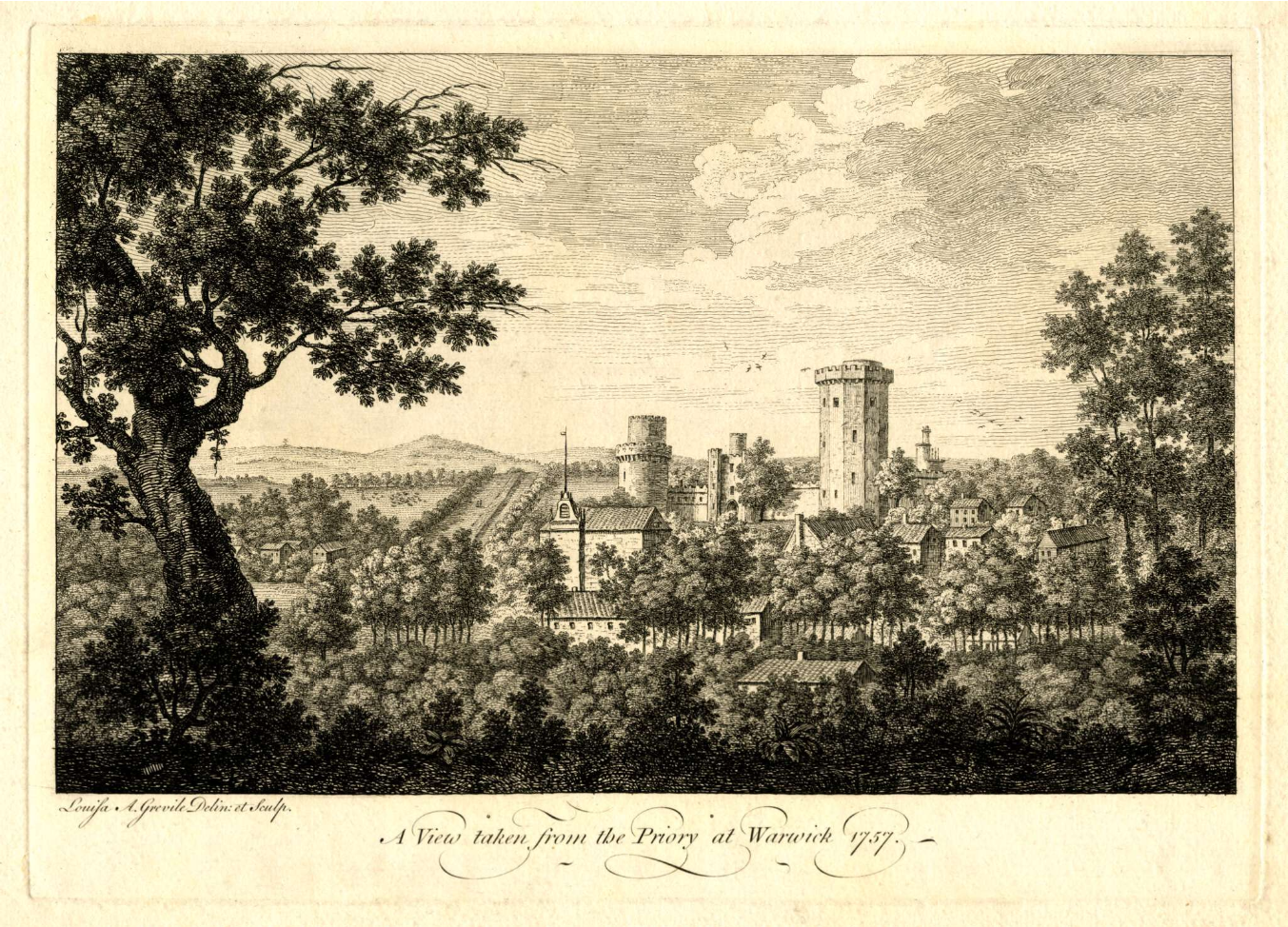
A View taken from the Priory at Warwick (eau-forte, 1757, British Museum).
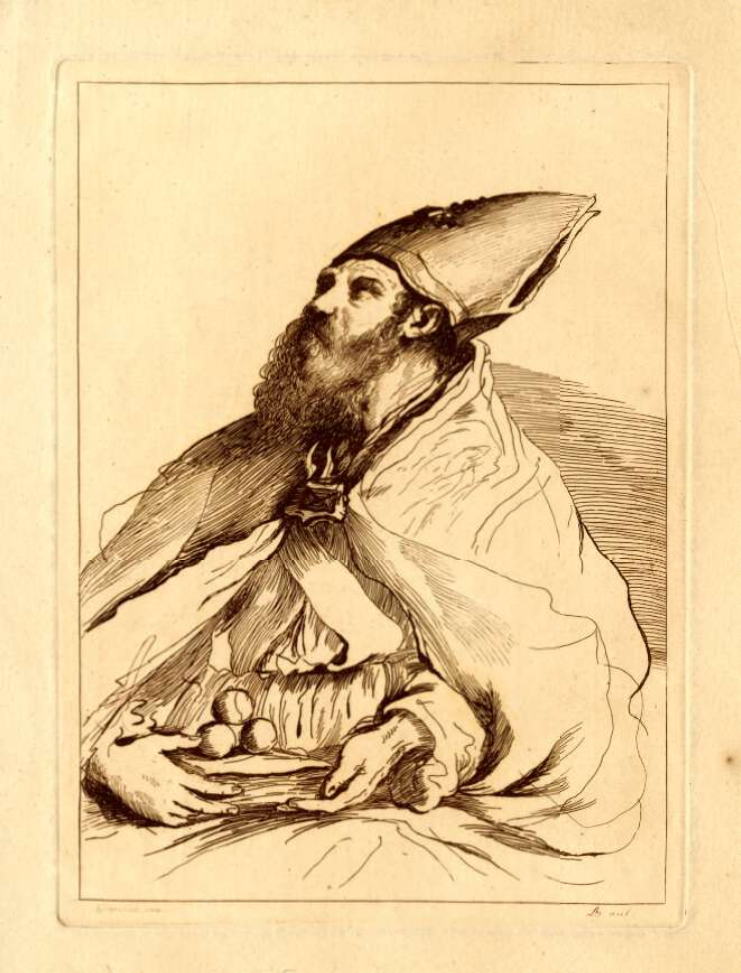
Bishop, d'après Le Guercin (eau-forte, c. 1757-1770, British Museum).